# César Cielo Filho
César Cielo Filho (Santa Bárbara d'Oeste, 10. siječnja 1987.) je brazilski plivač.